# Polyplectropus baring
Polyplectropus baring is een schietmot uit de familie Polycentropodidae. De soort komt voor in het Oriëntaals gebied.